# 10 pianos street
#10 Pianos Street è una suite per dieci pianoforti composta da Yae.
Concepita come installazione-concerto nel 2013 per il festival pianistico Piano City Milano e allestita alla Galleria d'Arte Moderna, è stata riproposta nel 2014, nel 2015, nel 2016 e nel 2017 in diverse occasioni, tra cui l'inaugurazione della Nuova Darsena di Milano, l'inaugurazione di Expo in Città e del Nuovo Museo della Pietà Rondanini, il Fuorisalone di Milano, Cult City Lombardia.
La suite presenta alcune caratteristiche peculiari sia nella concezione che nella scrittura musicale: i dieci vecchi pianoforti, preferibilmente recuperati da fondi di magazzino e rimessi a punto sotto l'aspetto meccanico-acustico, sono elaborati esteticamente con colori, scritte e immagini dai writers della città ; solo nove sono effettivamente suonati dall'ensemble: il decimo è libero per chi vuole improvvisare durante le esecuzioni . Fuori dalle performance i pianoforti sono a disposizione di tutti. Gli strumenti possono essere messi in vendita e Il ricavato devoluto a un'associazione benefica .
L'opera è stata concepita con la filosofia del chilometro zero (strumentisti, strumenti, produzione e charity project locali) e con l'idea, condivisa con la politica comunale degli ultimi anni, di portare le energie della periferia della città verso il centro (gli street artist, le scuole musicali, i vecchi pianoforti verticali) e viceversa (i costi di produzione, il progetto benefico).
Anche dal punto di vista musicale, la suite presenta caratteristiche peculiari: pensata per un ensemble scolastico, la partitura comprende parti di diversa difficoltà tecnica per coinvolgere la più ampia fascia possibile di studenti e docenti, e i brani prevedono effetti di spazialità, dialoghi tra gli strumenti, suoni concreti, coreografie tra i pianisti e spazi di improvvisazione.
Da ottobre 2017 un allestimento permanente dell'opera è ospitato nel nuovo Teatro del Buratto Bruno Munari di Milano progettato da Italo Rota. I 10 pianoforti sono stati inseriti nell’inaugurazione del teatro con una suite composta per l’occasione da Yae e un allestimento inedito dal titolo Ten Pianos Walk.